# Call of Cthulhu: Dark Corners of the Earth
Call of Cthulhu: Dark Corners of the Earth è un videogioco del 2005 prodotto da Bethesda Softworks e 2K Games, sviluppato da Headfirst Production
e distribuito da Ubisoft. Il gioco, di genere horror in prima persona, è ispirato alla serie di racconti del Ciclo di Cthulhu creato da Howard Phillips Lovecraft.

## Trama
Il 6 settembre 1915, il detective Jack Walters (Milton Lawrence) viene convocato per l'assedio di una decrepita casa padronale a Boston. Il maniero è abitato da un bizzarro culto chiamato the Fellowship of the Yith, guidato da un certo Victor Holt (Marc Biagi) che ha chiesto specificamente a Walters di venire a parlare con lui. Prendendo riparo da uno scontro a fuoco, Walters si separa dalla polizia e va all'interno della villa. Trova i cultisti morti per suicidio di massa e accende un aggeggio dall'aspetto strano, rivelandosi un portale. Walters vede due esseri interdimensionali emergere dal portale e oscurare. Quando il resto della polizia finalmente irrompe, trovano Walters apparentemente pazzo e con una personalità diversa. Viene brevemente trasferito all'Arkham Asylum, ma viene rilasciato e trascorre sei anni viaggiando e studiando l'occulto. Esattamente sei anni dopo essere entrato nel maniero di Boston, la sua personalità secondaria scompare e la sua vecchia personalità ritorna. Tuttavia, soffre di amnesia che circonda gli eventi degli ultimi sei anni.
Walters diventa un detective privato, mentre tenta di rintracciare le proprie azioni durante il periodo di disturbo mentale che non riesce a ricordare. Il 6 febbraio 1922, si occupa di un caso di persona scomparsa a Innsmouth, una città costiera xenofoba, e il sito della recente scomparsa di Brian Burnham, un impiegato che era stato inviato lì per stabilire un negozio locale per la prima catena di alimentari nazionale. Arrivato nella città isolata, che sembra essere spopolata e in uno stato di collasso, Jack chiede senza successo in giro per Burnham. Rimane la notte in un hotel, dove sfugge a malapena a un tentativo di assassinio e fugge da un inseguimento da parte di una folla armata. Da quel momento in poi, Jack è costretto a intrufolarsi tra i vicoli, gli edifici e le fogne di Innsmouth, evitando le pattuglie assassine della polizia corrotta della città e i cultisti che lo cercano. Acquista armi per difendersi e incontra l'agente sotto copertura Lucas Mackey (John Nutten), che gli dice che la città è sotto indagine federale. Jack alla fine trova Burnham e la sua ragazza Ruth (Lani Minella), ma i due vengono uccisi mentre scappano da Innsmouth. Jack viene preso dalla squadra del Federal Bureau of Investigation (FBI) guidata da J. Edgar Hoover (Ryan Drummond). Dopo un brutale interrogatorio, Jack accetta di aiutare Hoover e l'FBI a fare irruzione nella raffineria di Marsh Gold, dove viene attaccato da un'antica creatura conosciuta come shoggoth e scopre un santuario di Cthulhu prima che l'edificio venga demolito.
Dopo il raid della raffineria, l'esercito statunitense inizia un attacco combinato terra-mare su Innsmouth. L'unica parte della città che si dimostra resistente all'attacco è il quartier generale dell'Ordine Esoterico di Dagon, un culto che tiene l'intera città sotto la sua presa, dedicato a due semidei sottomarini, Dagon e Madre Hydra, così come il Grande Vecchio Cthulhu. L'edificio si rivela irraggiungibile dalla Guardia Costiera degli Stati Uniti e dai Marines, ma Jack trova un modo per entrare attraverso un vecchio ingresso di contrabbando che è sorvegliato da una progenie stellare di Cthulhu. All'interno, Jack salva Mackey, che era stato rapito per un sacrificio rituale, e fa cadere lo scudo magico che protegge l'edificio. Dopo aver scoperto una camera segreta, cade attraverso il pavimento di un tunnel che conduce nel mare.
Jack viene salvato dalla USS "Urania", una nave della Guardia costiera che fa parte di un gruppo diretto a Devil's Reef, seguendo una pista fornita dall'FBI. Sulla strada, i maghi sulla scogliera evocano potenti onde di marea per distruggere la flottiglia, ma Jack li uccide con la pistola del ponte di Urania. Gli uomini-pesce umanoidi conosciuti come Deep One lanciano un attacco di massa su "Urania" e alla fine emerge anche Dagon. Nonostante la quasi totalità dell'equipaggio della nave sia stata spazzata via dall'attacco, Jack riesce a sconfiggere il gigantesco semidio, di nuovo con la pistola del ponte, ma la "Urania" affonda.
Jack si ritrova su Devil's Reef, dove scopre vecchi tunnel di contrabbando sotto il fondo del mare, che lo portano alla città sottomarina di Y'ha-nthlei. La città si trova sotto Devil's Reef ed è la casa dei Deep Ones e dei membri dell'Ordine. I sottomarini tentano di silurare Y'ha-nthlei, ma vengono fermati da una barriera magica che protegge la città. Il Tempio di Dagon è la fonte della barriera, ma l'ingresso è sigillato per evitare qualsiasi interferenza. Jack trova un altro modo attraverso antichi tunnel temuti da Quelli profondi in fondo alle fondamenta della città. Apparentemente, questo passaggio, che conduce al tempio, è un'antica prigione per polipo volante, il nemico della Grande Razza di Yith. Jack riesce a sconfiggerli con l'aiuto di un'arma energetica Yithian. Jack entra nel Tempio di Dagon e uccide Madre Hydra-la cui canzone sta generando la barriera-assordandosi alla sua canzone, permettendogli di prendere il controllo dei Profondi. Con la barriera abbattuta, i sottomarini attaccano la città, mentre Jack fugge attraverso un portale che conduce al quartier generale dell'Ordine e crolla di fronte a Hoover e Mackey.
Frammenti della memoria di Jack dai suoi sei anni di amnesia ritornano. Un membro della Grande Razza di Yith spiega che quando entrò in contatto con gli Yith nel maniero di Boston, un Yithian scambiò le menti con lui, lasciando il suo corpo in controllo di un membro della Grande Razza di Yith, mentre la sua mente era proiettata nel mondo Yithian. È per questo motivo che Walters aveva una personalità secondaria quando fu incarcerato nel Manicomio e nei sei anni successivi – era la mente di un Yithian nel corpo di Jack. Lo stesso Yithian spiega poi che ha scambiato le menti con il padre di Jack durante il momento del concepimento di Jack, che Jack è solo parzialmente umano come risultato, e che ha due padri: suo padre umano e suo padre Yithian. In carne e ossa, Jack è umano, ma ha ereditato poteri psichici Yithiani, il che spiega l'interesse dei cultisti per lui, la sua capacità di risolvere casi con indizi recuperati dai suoi sogni, le sue visioni del pericolo imminente e della città-biblioteca yithiana di Pnakotus, e la sua capacità di controllare Quelli profondi nel Tempio di Dagon. Dopo sei anni vissuti in Pnakotus in un corpo Yithian, una guerra con le Creature Polipose Volanti costringe gli Yith a rimandare la mente di Jack al proprio corpo. Contemporaneamente, cancellano sei anni della sua memoria per proteggere la sua sanità mentale, con la promessa che " Quando arriverà il momento, ricorderai... ti aspetteremo nell'ombra dei tuoi sogni. I suoi ricordi sono tornati, Jack è confinato ancora una volta nell'Arkham Asylum, dove tenta il suicidio impiccandosi, incapace di gestire la realtà di se stesso e di ciò a cui ha assistito.Anche se la storia del gioco diverge in diversi punti e presenta un protagonista completamente diverso, diversi livelli rispecchiano passaggi della novella di Lovecraft "The Shadow over Innsmouth". Contiene anche elementi della campagna del gioco di ruolo da tavolo" Call of Cthulhu "(Escape from Innsmouth), come il Marsh Refinery raid. Una sotto-trama principale del gioco è ispirata alla novella di Lovecraft "L'ombra fuori dal tempo". All'interno della tradizione del gioco, la sua trama dovrebbe essere "basata sugli scritti nel diario di Jack, che sono stati scoperti nel 1924.

## Modalità di gioco
Il gioco è strutturato per essere innanzitutto un gioco d'azione con visuale in prima persona. Tuttavia, prima dei combattimenti frenetici, ci sarà una prima parte focalizzata all'investigazione: raccolta di prove, ricerche e chiacchierate con gli altri personaggi saranno fondamentali per il proseguimento della storia.
I combattimenti sono molto realistici e frenetici, inoltre il gioco presenta una struttura particolare per la gestione della salute del personaggio, suddiviso in salute fisica e mentale.
Per la prima il giocatore avrà a disposizione una griglia, che permette di decidere dove e come curare il protagonista: le zone sono suddivise in testa, busto, braccio sinistro, braccio destro, gamba sinistra e gamba destra. Gli oggetti cumulabili per curare Jack sono: bende, per lievi ferite, ago e filo, per menomazioni profonde, asse di legno, per le ossa rotte e antidoti per gli avvelenamenti. Se il giocatore dovesse preferire di non curare il personaggio, esso si comporterà proprio come un ferito, zoppicando e ciondolando; l'unica cosa che potrebbe fargli temporaneamente dimenticare il dolore è una dose di morfina, che può causare effetti indesiderati.
La salute mentale invece può avere altre ripercussioni. Jack può provare varie sensazioni a seconda delle situazioni. Può avere stress, vertigini, traumi, paranoia, può sentire voci ed avere allucinazioni. Tutto questo viene mostrato al giocatore con una serie di sfocature dell'immagine, suoni, visioni, falsi nemici e simili. Nel caso di vertigini o traumi, l'unica cura sarebbe allontanare lo sguardo di Jack dall'immagine che gli incute tale terrore (esempio: non guardare in basso quando si è molto in alto, non guardare cadaveri, mostri e altre cose spaventose direttamente, ecc.), altrimenti per le allucinazioni occorre l'assunzione di psicofarmaci.

## Ispirazione
La storia di Call of Cthulhu: Dark Corners of the Earth è un ibrido tra vari racconti di Lovecraft: Il richiamo di Cthulhu, Alle montagne della follia, La Maschera di Innsmouth, Dagon, L'ombra venuta dal tempo e altri.

## Sequel cancellati
Il gioco aveva due sequel mai distribuiti: Call of Cthulhu: Beyond the Mountains of Madness e Call of Cthulhu: Destiny's End.